# Zappos Theater

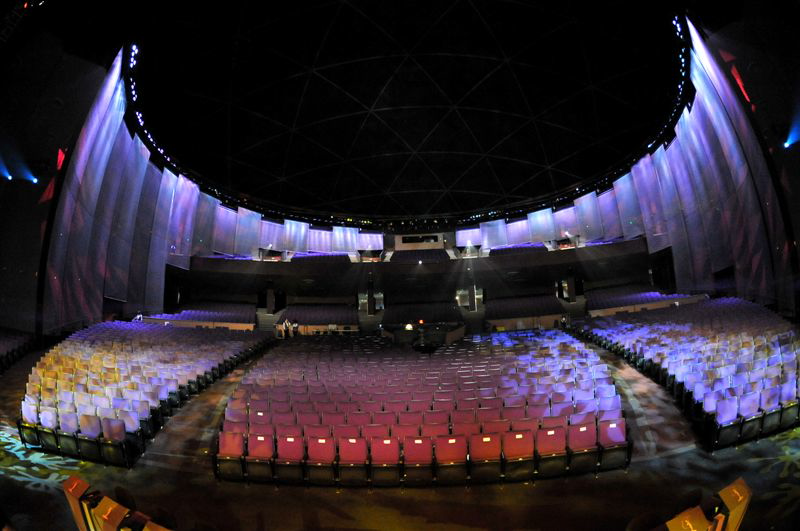
Interior do Bakkt.

Bakkt Theater (anteriormente Zappos Theater, PH Live at the Planet Hollywood Resort and Casino, The AXIS e Aladdin Theatre for the Performing Arts) é um teatro com capacidade para 7.000 pessoas localizado no Planet Hollywood Resort and Casino em Las Vegas.
O Theatre for the Performing Arts antes chamado de Alladin Theatre for the Performing Arts, foi construído como parte da primeira reforma do Cassino Aladdin Las Vegas em 1972, originalmente tinha a capacidade de 7,5 mil pessoas.
O teatro foi a única área que foi mantida intacta após a reforma de 1996. Mas, durante a reforma ele teve sua capacidade diminuída para 7 mil pessoas e depois foi chamado de Teatro de Artes e Performances. Com essa reforma, o teatro pôde ser reconfigurado de acordo com a necessidade dos eventos suportando audiências de entre 2.500 a 7.000 pessoas.
O Teatro novamente ganhou atenção quando a cantora Linda Ronstadt foi expulsa do local em 18 de Julho de 2004 quando divulgou seu apoio ao diretor Michael Moore durante um show. O teatro também sediou duas edições do Miss Universo em 1991 e 1996. Sediaria o concurso novamente em 2010, mas os organizadores escolheram o Mandalay Bay Events Center. Voltou a receber o concurso em 2012 e sediou novamente em 2015 e 2017, já com a denominação de PH Live at the Planet Hollywood Resort and Casino. Já sediou também o Miss América e o Miss USA.
Em 2013 o teatro iniciou a sua maior reforma para receber a turnê da cantora Britney Spears. O teatro passou a ter uma característica de arena-clube e capacidade para mais de 4.000 espectadores.

## Referencias
1. ↑  «Aladdin». Consultado em 22 de junho de 2007
2. ↑  «London Clubs International and the Sommer Family Trust are the Biggest Losers in Aladdin Bankruptcy». 5 de julho de 2003. Consultado em 22 de junho de 2007. Arquivado do original em 30 de setembro de 2007
3. ↑  «7/3/2007 Tuesday The Theatre for the Performing Arts (formerly Aladdin Theatre) Las Vegas, NV». Consultado em 22 de junho de 2007[ligação inativa]
4. ↑  «Aladdin Theatre for the Performing Arts». Consultado em 22 de junho de 2007. Arquivado do original em 27 de setembro de 2007
5. ↑  Fink, Jerry (19 de julho de 2004). «Aladdin expels Ronstadt after political remarks». Las Vegas Sun. Consultado em 21 de outubro de 2008